# Matt Ghaffari
Siamak "Matt" Ghaffari (11 de noviembre de 1961) es un luchador de lucha grecorromana y lucha libre profesional iraní-estadounidense. Ghaffari es famoso por conseguir la medalla de plata en los Juegos Olímpicos de Atlanta 1996 en la categoría de lucha libre, así como varias medallas de oro en otras competiciones internacionales de lucha libre deportiva.
Ghaffari es conocido también, en menor medida, por su carrera en la lucha libre profesional en Japón.

## Carrera en la lucha libre profesional
Después de un intento en las artes marciales mixtas, en las que fue derrotado por Naoya Ogawa en un corto combate, Ghaffari fue contactado por Ogawa para la empresa de lucha libre en la que militaba, Pro Wrestling ZERO-ONE.

### Pro Wrestling ZERO-ONE (2002-2003)
Matt debutó en Pro Wrestling ZERO-ONE en diciembre de 2002, haciendo equipo con Tom Howard para derrotar a Kamikaze & Kohei Sato. Su aparición fue muy esperada, y pronto entró en un feudo con Naoya Ogawa, convirtiéndose así en el principal heel. Howard y Ghaffari formaron un equipo muy eficaz y, en poco tiempo, derrotaron a OH Gun (Naoya Ogawa & Shinya Hashimoto) para ganar el NWA Intercontinental Tag Team Championship. A partir de ese momento, Ghaffari y Howard mantuvieron una larga racha de victorias, combatiendo al lado de otros gaijins como King Adamo y Steve Corino contra los luchadores autóctonos encabezados por Ogawa. Retuvieron el título en parejas ante Naoya Ogawa & Katsuhisa Fujii y Jon Heidenreich & The Predator a lo largo de 2003, pero en abril fueron finalmente vencidos por OH Gun, quienes recuperaron los campeonatos.
En agosto de 2003, Ghaffari ganó una lucha cuádruple contra Arashi, King Dabada y The Predator, lo que le convirtió en el primer dueño del ZERO-ONE O-300 Super Heavyweight Championship. Poco después, Matt presentó a su hermano menor, Shifu Ghaffari, con quien hizo equipo para participar en el torneo OH Tag Festival, pero aunque consiguieron llegar a la final, fueron vencidos allí por Naoya Ogawa & Katsuhisa Fujii. Esa fue la última aparición de los hermanos en ZERO-ONE, y el campeonato de Matt fue dejado vacante.

### HUSTLE (2004)
El 29 de febrero de 2004, en Pro Wrestling ZERO-ONE, el director de la empresa asociada HUSTLE, Nobuhiko Takada, estipuló una lucha entre Ghaffari y su viejo enemigo Naoya Ogawa, con quien Takada estaba enfrentado; dicho combate fue presentado como una revancha por la derrota que Ogawa había infligido a Ghaffari en su primer combate de artes marciales mixtas. El 7 de marzo, en HUSTLE, cuando el encuentro iba a tener lugar, Takada apareció de nuevo (presentándose ahora como "Generalissimo Takada") y convirtió la lucha en un Handicap Match, añadiendo al Monster Army (Giant Silva, Dan Bobish, Mark Coleman, Kevin Randleman & Dusty Rhodes, Jr.) al lado de Matt. Con semejante ventaja, Ghaffari ganó con facilidad, y el Monster Army procedió a atacar al caído Ogawa hasta que Shinya Hashimoto llegó para ayudarle. Poco después, Ghaffari dejó HUSTLE.

## En lucha
- Movimientos finales
  - Ghaffari Press[1] (Big splash)

- Movimientos de firma
  - Bearhug
  - Cartwheel corner body avalanche
  - Corner clothesline
  - Double axe handle blow
  - Harai goshi
  - Múltiples hip attacks a un oponente arrinconado
  - Running lariat
  - Side belly to belly suplex[2]

## Campeonatos y logros
- Pro Wrestling ZERO-ONE
  - ZERO-ONE O-300 Super Heavyweight Championship (1 vez)
  - NWA Intercontinental Tag Team Championship (1 vez) - con Tom Howard

## Récord en artes marciales mixtas
| Resultado | Récord | Oponente    | Método          | Evento     | Fecha               | Ronda | Tiempo | Localización |
| --------- | ------ | ----------- | --------------- | ---------- | ------------------- | ----- | ------ | ------------ |
| Derrota   | 0-1    | Naoya Ogawa | TKO (puñetazos) | UFO Legend | 8 de agosto de 2002 | 1     | 0:56   | Tokio, Japón |